# Under the Covers: Essential Red Hot Chili Peppers
Under the Covers: Essential Red Hot Chili Peppers é uma coletânea de covers da banda Red Hot Chili Peppers, lançado a 31 de Março de 1998.
| Críticas profissionais | Críticas profissionais |
| Avaliações da crítica  | Avaliações da crítica  |
| Fonte                  | Avaliação              |
| ---------------------- | ---------------------- |
| Allmusic               | [ 1 ]                  |

## Faixas
1. "They're Red Hot" (Original de Robert Johnson)
2. "Fire" (Original de The Jimi Hendrix Experience)
3. "Subterranean Homesick Blues" (Original de Bob Dylan)
4. "Higher Ground" (Original de Stevie Wonder)
5. "If You Want Me To Stay" (Original de Sly and the Family Stone)
6. "Why Don't You Love Me" (Original de Hank Williams)
7. "Tiny Dancer" (Live) (Original de Elton John)
8. "Castles Made of Sand" (Live) (Original de The Jimi Hendrix Experience)
9. "Dr. Funkenstein" (Live) (Original de Parliament)
10. "Hollywood (Africa)" (Original de The Meters)
11. "Search and Destroy" (Original de Iggy and The Stooges)
12. "Higher Ground" (Daddy-O Mix)
13. "Hollywood" (Africa) (Extended Dance Mix)